# 鹿角溪人工溼地
24°58′22″N 121°25′13″E / 24.972775°N 121.4204043°E

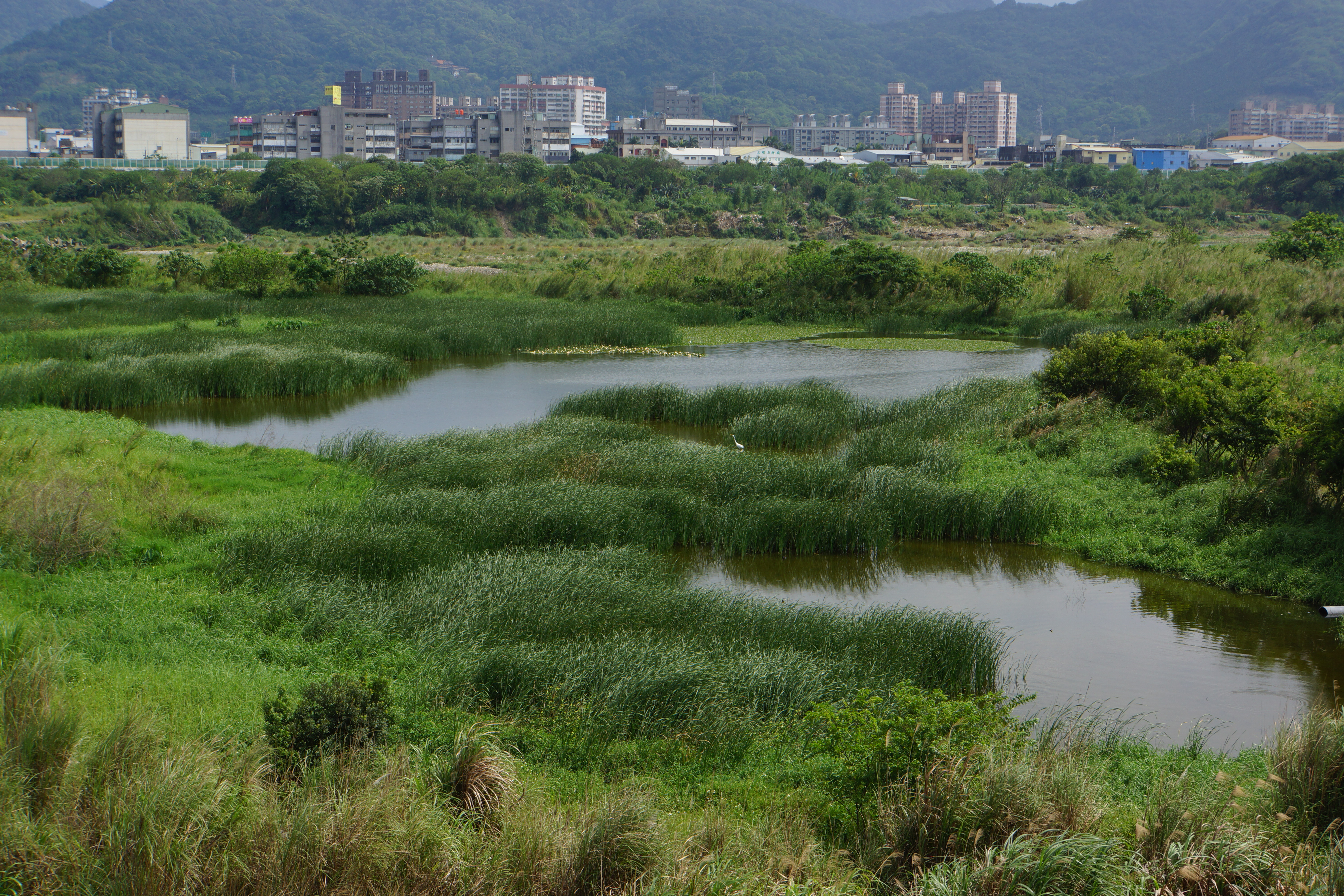
鹿角溪人工溼地

鹿角溪人工溼地，為台灣新北市樹林區的一個人工溼地，位於大漢溪與其支流鹿角溪匯合處，屬大漢溪生態廊道。該地原為廢棄之垃圾場，嚴重污染河川，整建後以濕地為主體，利用水生植物及自然淨化工法進行大漢溪水質淨化工程，同時營造溼地生態環境。
此處同時也是全台灣國家級濕地之一。

## 背景
原址原是垃圾掩埋場，2004年起，台北縣政府開始清運廢棄物及整地，同時開始就地種植農作物，未清運的腐植土則保留了許多陽性植物。2007年，耗資新台幣5000多萬，完成在樹林區大漢溪段，闢建16公頃的河川高灘地，並以污水處理兼具動植物生態棲息地功能的淨化排水工程改善鹿角溪水質，同時提供民眾休憩空間及生態教學場所。

## 淨化流程
- 水源：自水閘門上游600公尺處截水，以口徑50公分的PVC管引入人工溼地，取水量約鹿角溪水量的二十分之一。
- 初沈池：讓污水自然沉澱消化
- 漫地流：攔阻過濾較細顆粒的雜質
- 近自然式溪流淨化區：增加水中含氧量
- 草澤溼地：溼地沿岸大量裁植親水植物、挺水植物，讓植物自然淨化水質
- 生態池：淨化過的水流入溼地，提供生物食物鏈循環所需能量。

## 溼地生態

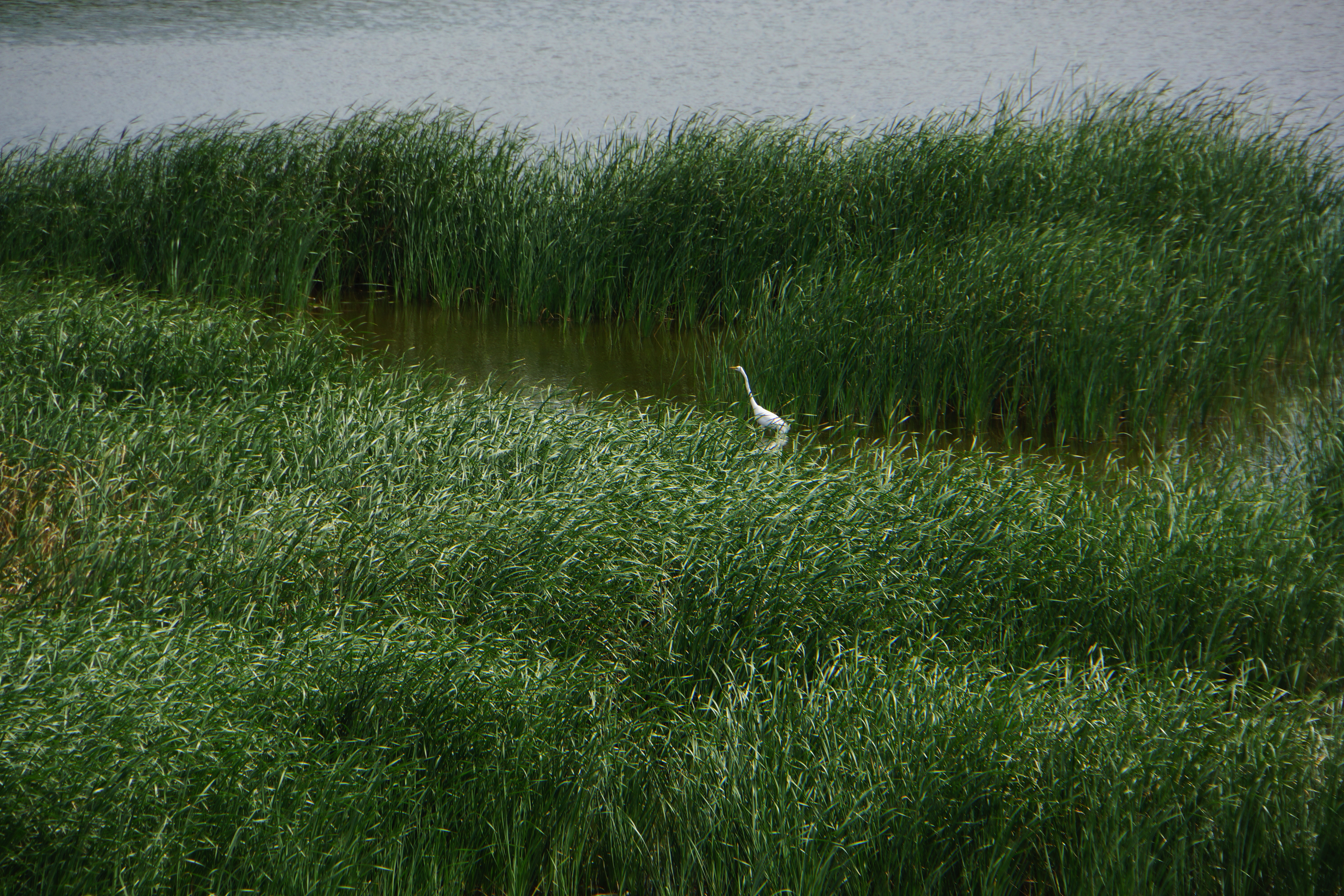
鹿角溪人工溼地

經生態調察，目前已知曾出現的生物，以鳥類為例，多達十餘科數十鳥種，舉例如下：
- 鷺科
- 鶺鴒科
- 鳩鴿科
- 鵯科
- 燕科
- 鶯亞科
- 鷸鴴科
- 雁鴨科
- 秧雞科
- 鷿鵜科
- 彩鷸
- 紅冠水雞
- 小鷿鵜

## 榮譽
2008年完工後榮獲國家卓越建設金質獎、第九屆行政院公共工程金質獎。
2011年內政部公告為國家級重要濕地。
2014年獲得行政院環境保護署認證，成為新北市首座環境教育場所。
2021年第21屆公共工程金質獎評比獲得首屆「公共設施維護管理類優等獎」。

## 相關新聞
- 小朋友的大世界 鹿角溪人工溼地復育有成[永久]

## 外部連結
- 高灘地工程管理處《鹿角溪人工溼地》（页面存档备份，存于）
- 淡水河流域整治資訊網
- 鹿角溪人工溼地課程發展工作坊（页面存档备份，存于）
- 永續公共工程[永久]